# Santa Casa de Misericórdia

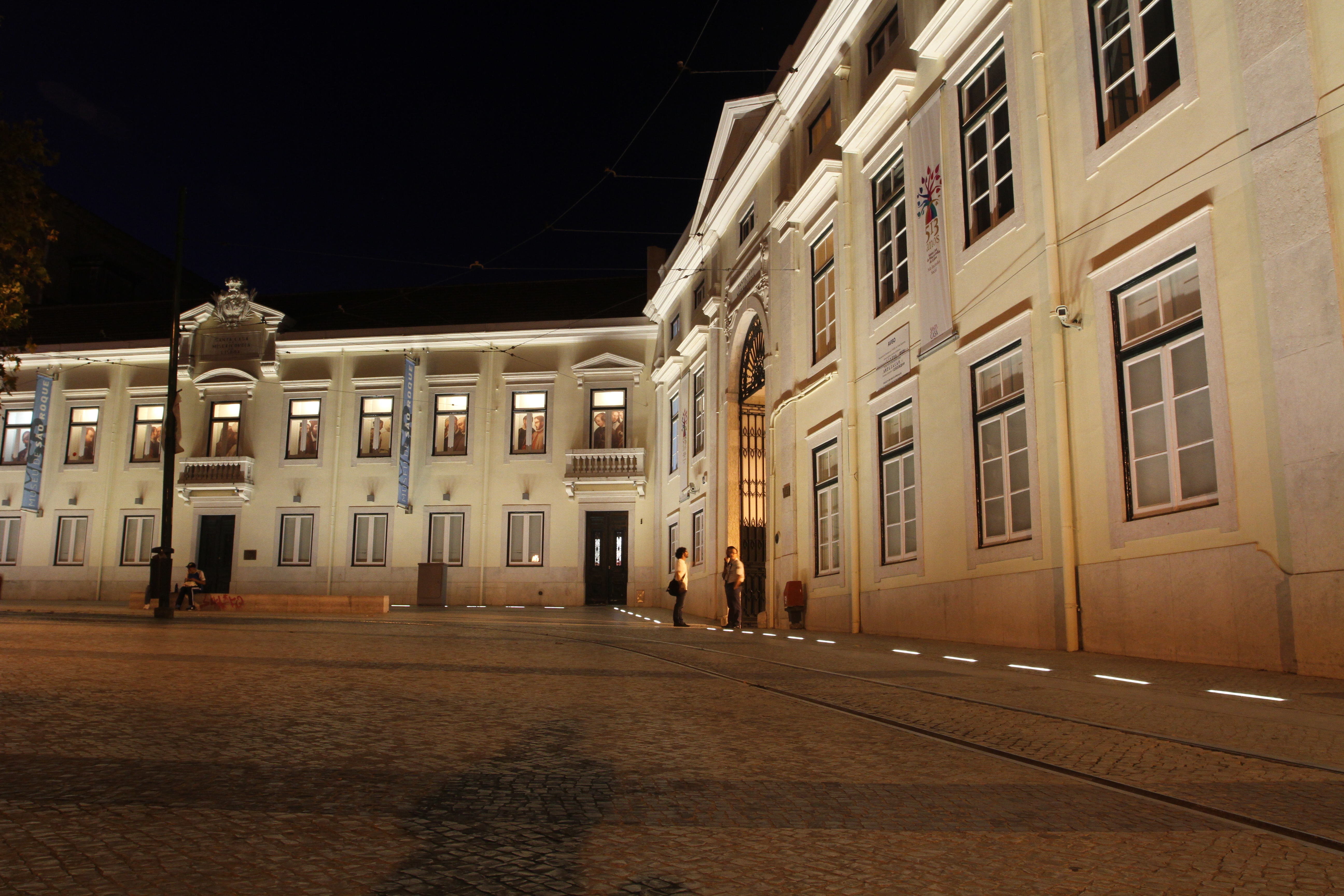
El domicilio de la Santa Casa da Misericórdia de Lisboa

La Santa Casa de Misericórdia es una institución portuguesa que da tratamiento y apoyo a enfermos y discapacitados, fundada en 15 de agosto de 1498 en Lisboa.
Es una entidad para fines humanitarios, establecida con el compromiso de la Misericordia de Lisboa, inspirado en el ejemplo de caridad Frei Miguel Contreiras y patrocinado por la reina Leonor de Viseu, esposa de Juan II de Portugal. Esta hermandad, noble mitad y mitad plebeyos, crea una vista más sensible del mundo, lo que resulta en un número creciente de Casas de la Misericordia en todo Portugal y por el mundo.
El Estado portugués concedió a esta institución el derecho de monopolizar el juego en Portugal, como Euromillones.